# Hospital y centro de traumatología San José
El Hospital y centro de traumatología San José se encuentra en la provincia de Cavite en Filipinas el en Governor's Drive, que es la carretera principal entre la ciudad de Cavite y la ciudad de Tagaytay. El hospital, de cinco pisos de altura, está catalogado como un hospital de nivel 2 por el Departamento de Salud de Filipinas. Es uno de los dos hospitales de la ciudad de General Mariano Álvarez. El otro hospital, el Hospital GMA Medicare, tiene sólo diez camas en comparación con las veinticinco camas de San José